# العلاقات التوغوية الغرينادية
العلاقات التوغولية الغرينادية هي العلاقات الثنائية التي تجمع بين توغو وغرينادا.

## مقارنة بين البلدين
هذه مقارنة عامة ومرجعية للدولتين:
| وجه المقارنة                                              | توغو            | غرينادا                                         |
| --------------------------------------------------------- | --------------- | ----------------------------------------------- |
| المساحة (كم2)                                             | 56.78 ألف       | 348                                             |
| عدد السكان (نسمة)                                         | 7.80 مليون      | 107.83 ألف                                      |
| الكثافة السكانية (ن./كم²)                                 | 137.37          | 30.99 ألف                                       |
| العاصمة                                                   | لومي            | سانت جورجز                                      |
| اللغة الرسمية                                             | لغة فرنسية      | لغة إنجليزية، لغة غرينادا الكريولية الإنجليزية ‏ |
| العملة                                                    | فرنك غرب أفريقي | دولار شرق الكاريبي                              |
| الناتج المحلي الإجمالي (بليون دولار)                      | 4.81 مليار      | 1.12 مليار                                      |
| الناتج المحلي الإجمالي (تعادل القوة الشرائية) بليون دولار | 10.67 مليار     | 1.45 مليار                                      |
| الناتج المحلي الإجمالي الاسمي للفرد دولار أمريكي          | 559             | 9.21 ألف                                        |
| الناتج المحلي الإجمالي للفرد دولار أمريكي                 | 1.43 ألف        | 12.43 ألف                                       |
| مؤشر التنمية البشرية                                      | 0.484           | 0.750                                           |
| رمز المكالمات الدولي                                      | +228            | +1473                                           |
| رمز الإنترنت                                              | .tg             | .gd                                             |
| المنطقة الزمنية                                           | 00              | 00                                              |

## منظمات دولية مشتركة
يشترك البلدان في عضوية مجموعة من المنظمات الدولية، منها:
| علم المنظمة | اسم المنظمة                                 | تاريخ انضمام توغو | تاريخ انضمام غرينادا |
| ----------- | ------------------------------------------- | ----------------- | -------------------- |
|             | الاتحاد البريدي العالمي                     | ?                 | ?                    |
|             | يونسكو                                      | 17 نوفمبر 1960    | 17 فبراير 1975       |
|             | البنك الدولي للإنشاء والتعمير               | 1 أغسطس 1962      | 27 أغسطس 1975        |
|             | منظمة التجارة العالمية                      | ?                 | ?                    |
|             | وكالة ضمان الاستثمار متعدد الأطراف          | 15 أبريل 1988     | 12 أبريل 1988        |
|             | الاتحاد الدولي للاتصالات                    | 14 سبتمبر 1961    | 17 نوفمبر 1981       |
|             | منظمة الشرطة الجنائية الدولية               | ?                 | ?                    |
|             | مؤسسة التمويل الدولية                       | 4 سبتمبر 1962     | 28 أغسطس 1975        |
|             | الأمم المتحدة                               | 20 سبتمبر 1960    | 17 سبتمبر 1974       |
|             | مجموعة دول أفريقيا والكاريبي والمحيط الهادئ | ?                 | ?                    |
|             | مؤسسة التنمية الدولية                       | 21 أغسطس 1962     | 28 أغسطس 1975        |
|             | منظمة حظر الأسلحة الكيميائية                | ?                 | ?                    |
|             | المركز الدولي لتسوية المنازعات الاستشارية   | 10 سبتمبر 1967    | 23 يونيو 1991        |